# غرطر غودماني
غرطر غودماني (الاسم العلمي:Thamnophis godmani) هو نوع من الزواحف يتبع جنس الغرطر من فصيلة الأحناش.